# Syma
Syma (лат.) — род птиц семейства зимородковых, ранее включался в род Halcyon. Распространены на Новой Гвинее и севере Австралии.

## Классификация
Международный союз орнитологов включает в род два вида:
| Изображение | Русское название           | Научное название | Распространение                                     |
| ----------- | -------------------------- | ---------------- | --------------------------------------------------- |
|             | Горная альциона            | Syma megarhyncha | Новая Гвинея                                        |
|             | Малая желтоклювая альциона | Syma torotoro    | Новая Гвинея, север Австралии и близлежащие острова |